# Julián Rubio
Julián Rubio Sánchez (Montealegre del Castillo, Albacete, 28 de enero de 1952) es un exjugador y entrenador de fútbol español que actualmente está sin equipo tras entrenar al KS Flamurtari de la Kategoria Superiore.

## Trayectoria

### Como jugador
En la temporada 1968-1969 jugó en el Albacete Balompié.
En las temporadas 1969-1972 militó en el Ontinyent CF, en Segunda División. Del Ontinyent fue traspasado al Sevilla F. C., donde estuvo ocho temporadas, siendo un jugador importante para el equipo y consiguiendo diversos éxitos. En 1979, el Sevilla lo traspasó al F. C. Barcelona por una importante suma de dinero (35 millones de pesetas). En el F. C. Barcelona fichó por cuatro temporadas, aunque sólo jugó tres de ellas, debido a una grave lesión de rodilla por la que tuvo que ser intervenido en tres ocasiones.
Julián Rubio se quiso retirar en el Albacete Balompié, donde jugó tres temporadas más.
Fue internacional varias veces con la selección olímpica, que consiguió la clasificación para los JJ. OO. de Montreal. También fue seleccionado en más de 20 ocasiones con la selección absoluta, aunque nunca llegó a debutar.

### Como entrenador
Nada más colgar sus botas, en 1984, inició su carrera como entrenador en el Albacete Balompié, consiguiendo un ascenso a Segunda División A. Continuó en el cuerpo técnico del Albacete la siguiente temporada para marcharse al CD Maspalomas un par de años, que lo fichó para salvarlo del descenso, dejándolo dos años entre los cuatro primeros clasificados.
Regresa, en la temporada 1988/89, al Albacete Balompié (en Segunda División B), en el mes de febrero, cuando el equipo se encuentra el último en la clasificación, a 9 puntos del descenso, cuando la liga era aún de dos puntos por victoria. Con una gran racha de triunfos, dejó al equipo en la mitad de la tabla. Tras pasar por el Recreativo de Huelva, consiguió el ascenso con la Unión Deportiva Ibiza.
Volvió de nuevo al Albacete Balompié en 1991 como director deportivo, asumiendo, en Primera División, el puesto de entrenador en la temporada 1992/93, cargo que ocupó hasta finales de 1993.
En la temporada 93/94 pasó por el Elche C. F., sustituyendo a Rafael Alcaide Crespín en las 9 últimas jornadas.
También entrenó en Bolivia al Club Bolívar, consiguiendo el Campeonato de Clausura y jugando posteriormente la Copa Libertadores, donde fue eliminado por el Palmeiras brasileño en octavos de final.
Fue el tercer técnico del Sevilla FC en la temporada 96-97, tras José Antonio Camacho (destituido) y Carlos Bilardo (renunció al cargo al mes de estar en Sevilla). Dirigió al equipo hispalense desde la jornada 27, haciendo debutar hasta siete jugadores del equipo filial y no pudo conseguir la permanencia en Primera, a pesar de una buena racha de resultados. La directiva sevillista decidió renovar su contrato para la temporada 1997/98 tras una votación unánime de la afición sevillista. En agosto de 1997, en plena pretemporada, Rubio presentó su dimisión ante los inconvenientes que se le iban sucediendo en su trabajo. La directiva sevillista consiguió que continuara en el cargo bajo la promesa de que le dejarían trabajar tranquilo, algo que no ocurrió. Fue destituido en octubre de 1997 tras el partido de la sexta jornada de liga tras estar como líder en las primeras cuatro. Su cargo lo cogió Vicente Miera.
Regresó al Albacete Balompié en diciembre de 1998 como director deportivo. Destituido Luigi Maifredi, la directiva recurrió a él para hacerse cargo del equipo como primer entrenador hasta el final de la temporada 1998/99. Cuando tomó las riendas de equipo éste estaba a cuatro puntos del descenso y terminó en la mitad de la tabla, sin problemas de clasificación. Continuó en el Albacete Balompié dos temporadas más (1999-2000 y 2000-2001). En esta temporada el equipo estuvo compitiendo hasta la última jornada por el ascenso a Primera División.
Las temporadas 2001-02 y 2002-03 las inició como técnico del Elche CF (en su segunda etapa en el club alicantino). El equipo hizo dos temporadas magníficas, y en la primera de ellas estuvo en las primeras posiciones, luchando por el ascenso a Primera División.
Posteriormente entrenó a Polideportivo Ejido (2003-2004) y Ciudad de Murcia (2004-2005), sustituyendo a sus respectivos entrenadores y salvando a ambos equipos del descenso de categoría, para regresar de nuevo al Elche CF mediada la temporada 2005-2006. Luego dirigió al Cádiz CF durante las 3 últimas jornadas de la temporada 2007-08, pero no pudo lograr la permanencia para el equipo amarillo, que acabó descendiendo a Segunda División B, pese a que no llegó a perder ningún partido bajo su mando.
Posteriormente se hizo cargo del Atlético Ciudad de Murcia, pero en diciembre de 2009 rescindió su contrato con la entidad para incorporarse nuevamente al Albacete Balompié. Allí estuvo apenas tres meses.
En la temporada 2011/2012, Julián Rubio se convierte en el primer entrenador español que dirigirá a un equipo de la Superliga albanesa (Primera División), el KF Tirana. Firma un contrato por un año con el presidente del club de Tirana, Refik Halili, para pasar a sustituir al croata Miso Krsticevic. Con este equipo consigue dos Copas y dos Supercopas de la competición albanesa, quedando tercero en la liga. Directiva y entrenador llegaron a un acuerdo para la renovación de contrato y en la segunda jornada de liga, por incumplimiento de contrato por parte del equipo albanés, se desliga del club.
En septiembre de 2012, firma con el KS Flamurtari, también de Albania; pero solo 4 meses después, en diciembre, abandona el club por desacuerdos en los términos de las condiciones del contrato pactadas entre las partes.

## Clubes

### Como jugador
| Club              | País   | Año       | Partidos | Goles |
| ----------------- | ------ | --------- | -------- | ----- |
| Albacete Balompié | España | 1968-1969 |          |       |
| Ontinyent CF      | España | 1969-1972 |          |       |
| Sevilla FC        | España | 1972-1979 | 161      | 24    |
| FC Barcelona      | España | 1979-1981 | 18       | 1     |
| Albacete Balompié | España | 1981-1984 |          |       |

### Como entrenador
| Club                          | País    | Año       |
| ----------------------------- | ------- | --------- |
| Albacete Balompié             | España  | 1984-1987 |
| CD Maspalomas                 | España  | 1987-1988 |
| Albacete Balompié             | España  | 1988-1989 |
| Recreativo de Huelva          | España  | 1989-1990 |
| Unión Deportiva Ibiza Eivissa | España  | 1990-1991 |
| Albacete Balompié             | España  | 1991-1993 |
| Elche CF                      | España  | 1993-1994 |
| Club Bolívar                  | Bolivia | 1994-1995 |
| Sevilla FC B                  | España  | 1996-1998 |
| Sevilla FC                    | España  | 1997-1998 |
| Albacete Balompié             | España  | 1998-2001 |
| Elche CF                      | España  | 2001-2003 |
| Polideportivo Ejido           | España  | 2003-2004 |
| Ciudad de Murcia              | España  | 2004-2005 |
| Elche CF                      | España  | 2006-2007 |
| Cádiz CF                      | España  | 2008      |
| CF Atlético Ciudad            | España  | 2009      |
| Albacete Balompié             | España  | 2009-2010 |
| KF Tirana                     | Albania | 2011-2012 |
| KS Flamurtari                 | Albania | 2012      |